# Гіллтоп (Огайо)
Гіллтоп (англ. Hilltop) — переписна місцевість (CDP) в США, в окрузі Трамбалл штату Огайо. Населення — 658 осіб (2020).

## Географія
Гіллтоп розташований за координатами 41°9′52″ пн. ш. 80°44′31″ зх. д. / 41.16444° пн. ш. 80.74194° зх. д. (41.164355, -80.741812).  За даними Бюро перепису населення США в 2010 році переписна місцевість мала площу 1,48 км², уся площа — суходіл.

## Демографія
Згідно з переписом 2010 року, у переписній місцевості мешкали 532 особи в 208 домогосподарствах у складі 156 родин. Густота населення становила 360 осіб/км².  Було 223 помешкання (151/км²).
Расовий склад населення:
| - 97,4 % — білих - 1,7 % — чорних або афроамериканців - 0,2 % — вихідців з тихоокеанських островів - 0,2 % — азіатів |

До двох чи більше рас належало 0,6 %. Частка іспаномовних становила 1,7 % від усіх жителів.
За віковим діапазоном населення розподілялося таким чином: 23,1 % — особи молодші 18 років, 61,1 % — особи у віці 18—64 років, 15,8 % — особи у віці 65 років та старші. Медіана віку мешканця становила 42,8 року. На 100 осіб жіночої статі у переписній місцевості припадало 108,6 чоловіків;  на 100 жінок у віці від 18 років та старших — 103,5 чоловіків також старших 18 років.
Середній дохід на одне домашнє господарство  становив 53 457 доларів США (медіана — 46 429), а середній дохід на одну сім'ю — 75 804 долари (медіана — 75 152). За межею бідності перебувало 13,6 % осіб, у тому числі 0,0 % дітей у віці до 18 років та 0,0 % осіб у віці 65 років та старших.
Цивільне працевлаштоване населення становило 176 осіб. Основні галузі зайнятості: транспорт — 21,0 %, освіта, охорона здоров'я та соціальна допомога — 16,5 %, виробництво — 14,8 %, будівництво — 14,2 %.